# Bettongia
Bettongia Gray, 1837 è un genere di marsupiali della famiglia dei Potoroidi; comprende le cosiddette bettonge, note anche come ratti canguro. Se ne riconoscono cinque specie:
- Bettongia orientale, Bettongia gaimardi
- Boodie, Bettongia lesueur
- Woylie, Bettongia penicillata
- Bettongia nana del Nullarbor, Bettongia pusilla †
- Bettongia settentrionale, Bettongia tropica

Talvolta viene indicato come una bettongia anche il ratto canguro rossiccio (Aepyprymnus rufescens), ma ciò non è perfettamente corretto.